# Yva

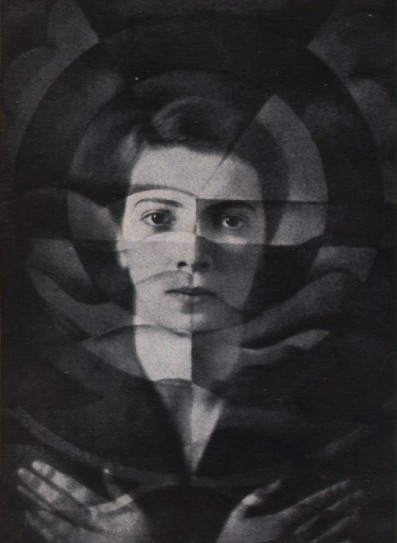
Futuristisches Selbstporträt, 1926

Yva, eigentlich Else Ernestine Neuländer-Simon, (geb. 26. Januar 1900 in Berlin als Else Ernestine Neuländer; gest. 1942 im Vernichtungslager Sobibor) war eine deutsche Fotografin mit den Schwerpunkten Akt-, Porträt- und Modefotografie.

## Leben und Wirken
Yva wurde als jüngste von neun Geschwistern in der elterlichen Wohnung in der Großbeerenstraße 36 in der Tempelhofer Vorstadt geboren. Ihre Eltern waren die Kaufleute Siegfried Neuländer und Jenny Neuländer geb. Koch. Im Alter von 25 Jahren gründete sie ihr erstes Fotoatelier in der Berliner Friedrich-Wilhelm-Straße 17. Ab Herbst 1930 befand sich das Atelier in der Bleibtreustraße 17, dann von Frühjahr 1934 an in der Schlüterstraße 45, bis es 1938 wegen Arbeitsverbots geschlossen wurde.

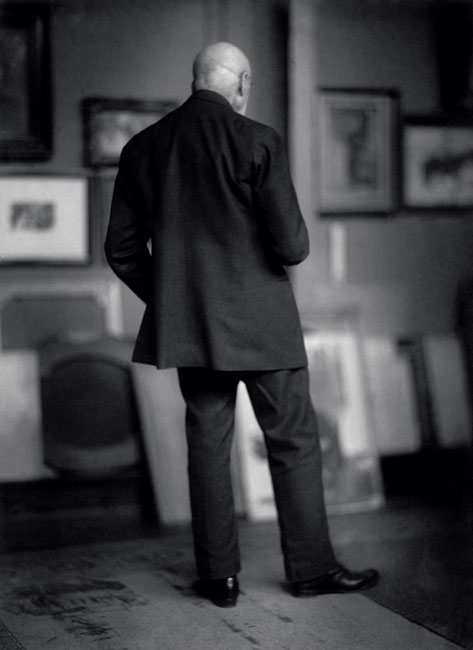
Max Liebermann, aus der Serie Prominente von hinten, 1920er-Jahre

Yva war eine gefragte Modefotografin und veröffentlichte in renommierten Zeitungen und Illustrierten wie Die Dame, Uhu, Berliner Illustrirte Zeitung, Münchner Illustrierte Presse und Das Deutsche Lichtbild. Zudem porträtierte sie prominente Personen des öffentlichen Lebens. Auf dem Höhepunkt ihrer Karriere beschäftigte sie bis zu zehn Angestellte.
1926 arbeitete Yva kurzzeitig mit dem Fotografen Heinz Hajek-Halke zusammen. Ab 1929 arbeitete sie für den Ullstein Verlag.

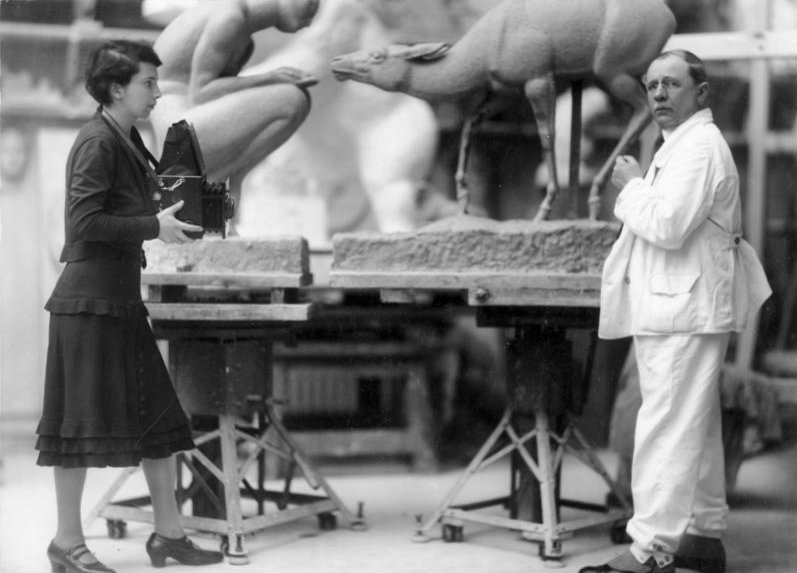
Yva mit Hugo Lederer in dessen Atelier, 1930

Nach der Machtergreifung der NSDAP 1933 erhielt sie wegen ihrer jüdischen Herkunft Berufsverbot. Durch die Zusammenarbeit mit der Agentur Schostal konnte sie dies zunächst umgehen. 1934 heiratete sie Alfred Simon, der die kaufmännische Leitung des Ateliers übernahm. Ihrer „arischen“ Freundin, der Kunsthistorikerin Charlotte Weidler, übertrug sie 1936 die offizielle Leitung des Ateliers. Im selben Jahr begann Helmut Neustädter, der später als Helmut Newton berühmte Fotograf, hier seine Lehrlingsausbildung. 
1938 musste Yva wegen des Berufsverbotes das Atelier und die Wohnräume aufgeben. Sie arbeitete danach als Röntgenassistentin im Jüdischen Krankenhaus Berlin. Allerdings sind mindestens noch im Jahre 1939 Veröffentlichungen von Fotos mit ihrer Namensnennung nachweisbar.

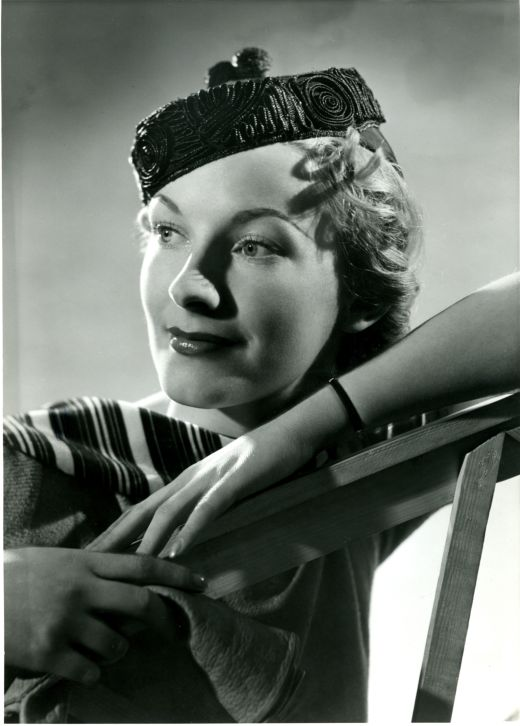
Modeaufnahme von Karin Stilke, um 1936

1942 wurden Yva und ihr Mann verhaftet und am 2. Juni 1942 mit dem 14. Osttransport über Lublin wahrscheinlich in das Vernichtungslager Sobibor deportiert, nachdem sie vorher noch Vorbereitungen zur Auswanderung getroffen hatten. In Sobibor wurde sie wahrscheinlich nach Ankunft des Transports am 15. Juni 1942 ermordet, in der gerichtlichen Todeserklärung wurde als Sterbedatum der 31. Dezember 1944 festgesetzt.

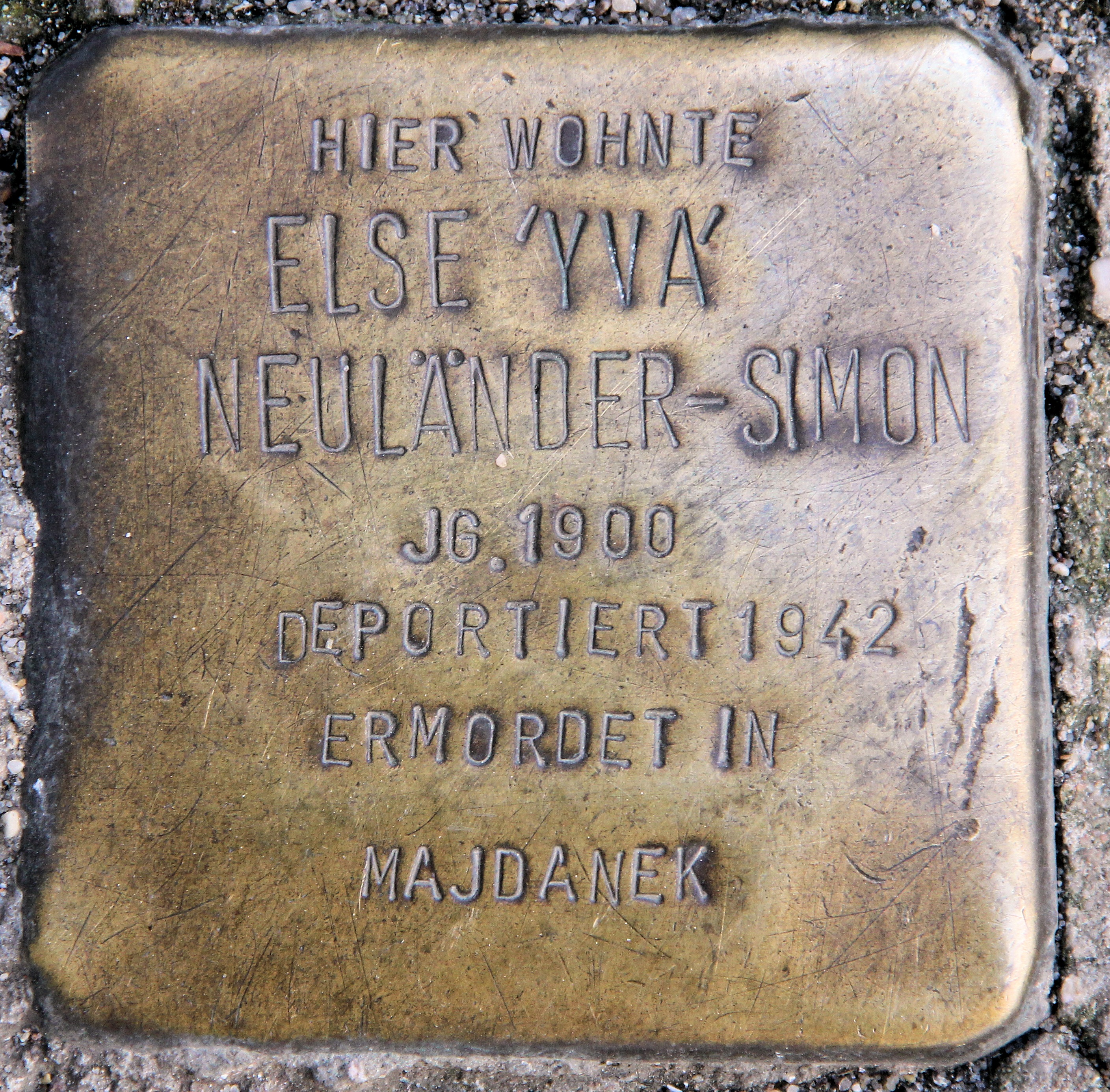
Stolperstein vor dem Haus, Schlüterstraße 45, in Berlin-Charlottenburg

Fotografien Yvas befinden sich u. a. in der Berlinischen Galerie.

## Rezeption
„Die Berliner Photographin Yva bringt eine neue Art interessanter Aufnahmen, durch die das Anwendungsgebiet der »ruhenden« Photographie (im Unterschied vom Film) wesentlich erweitert wird. Das gilt sowohl in technischer wie vor allem in künstlerischer Hinsicht. Während bisher die Photographie von jedem Objekt nur einen einmaligen Eindruck, von einer Seite und in einem einzigen bestimmten Moment, wiedergeben konnte, halten die neuen Bilder die lebendige Vielgestaltigkeit der Erscheinungen im Rahmen einer einzigen, in sich geschlossenen Darstellung fest. Räumliche und zeitliche Abstände werden überbrückt, die verschiedenen Wesenszüge einer Person in einem einzigen Porträt gesammelt, der Vorstellungsinhalt einer künstlerischen Idee – und sei sie noch so phantastisch – in einem Bilde konzentriert wiedergegeben, so wie er vom Künstler gegenständlich »erschaut« wird. Ein Porträt, wie das des Schauspielers John Gottowt, wird durch das gleichzeitige Erfassen verschiedener Ausdrucksformen innerlich viel plastischer und lebendiger, als es eine einfache Photographie jemals sein kann. Eine andere, stark ins Visionäre gehende Lösung des Porträts zeigt das Bild der Cellospielerin, deren geistiges Zusammenklingen mit ihrem Instrument in einer (auch malerisch sehr wirksamen) Komposition aus den einzig wesentlichen Elementen des Gesichtsausdrucks, der spielenden Hand und der Saiten bildhaft aufgefaßt und wiedergegeben ist.“

Fotokünstlerische Werke mithilfe von Montagetechniken und Mehrfachbelichtungen erstellt
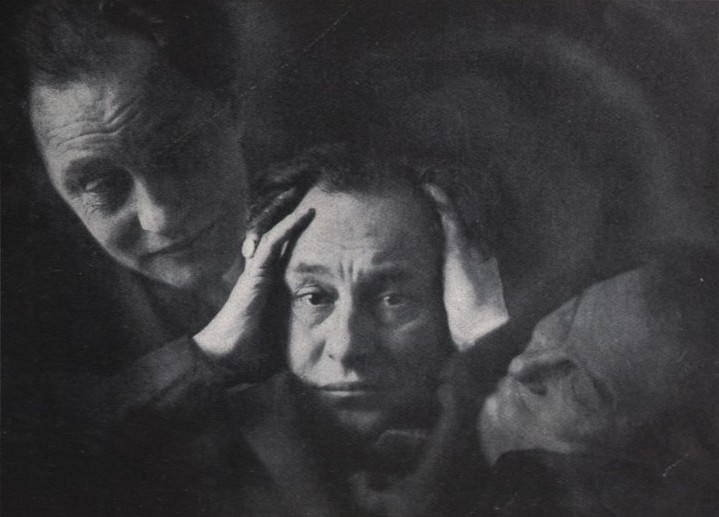
Porträt des Schauspielers John Gottowt, 1926
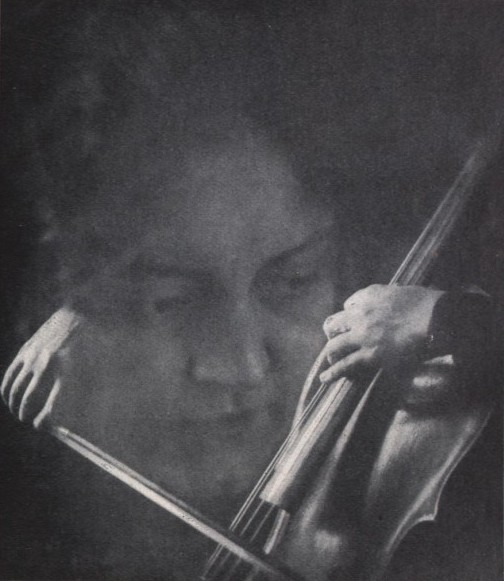
Die Cellospielerin, 1926
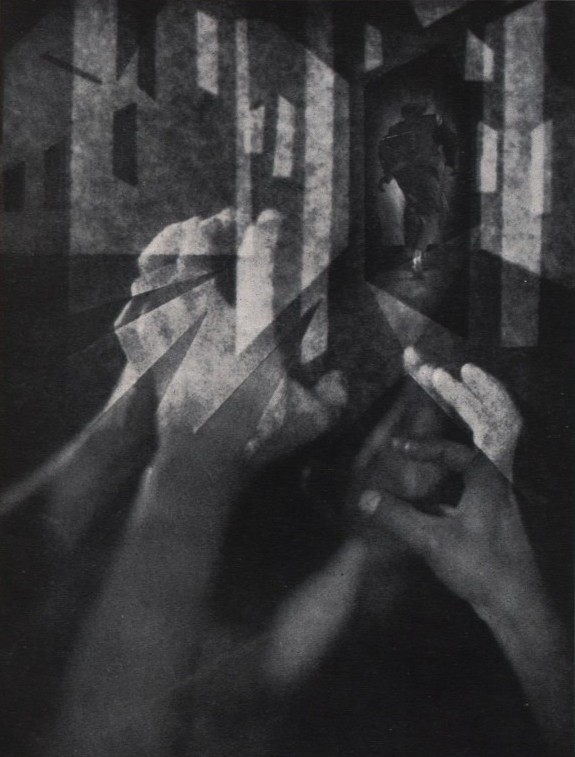
Die Verfolgung, 1926
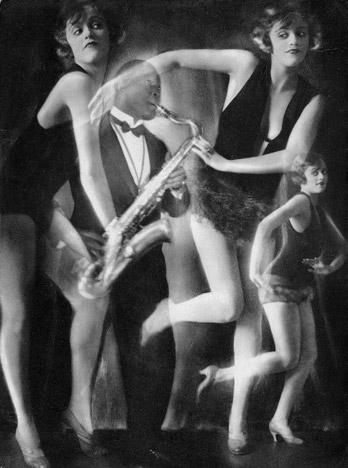
Charleston, 1926–1927
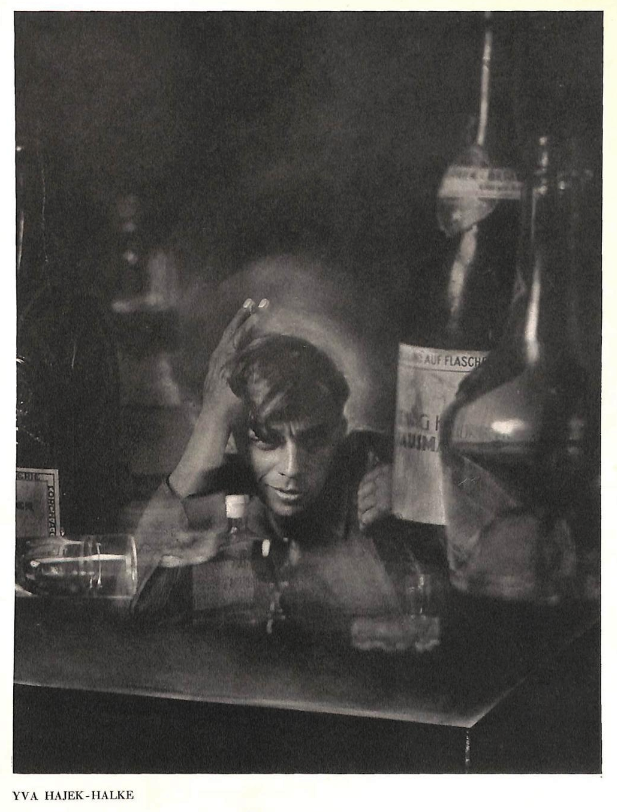
Hajek-Halke – Das Deutsche Lichtbild, 1927
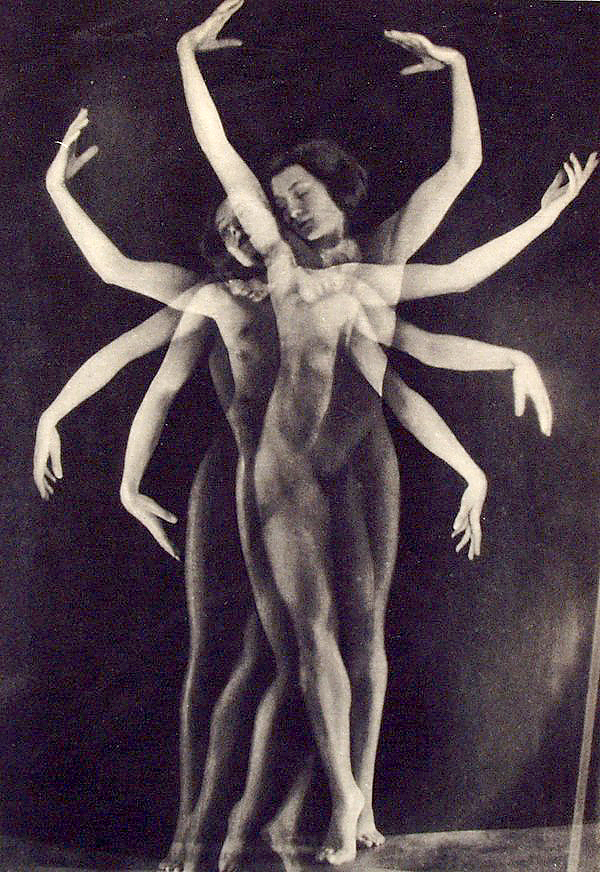
Danse, deutsch: Tanz, 1933

## Ausstellungen (Auswahl)
- 2022: Frieda Riess und Yva: Fotografien 1919 - 1937, Fotografie Forum der Städteregion Aachen in Monschau
auch 2023 (19. Februar – 4. Juni)  Kunst- und Kulturstiftung Opelvillen Rüsselsheim
- 2008: Vanity, Kunsthalle Wien
- 2008: Street & Studio. An Urban History of Photography, Tate Gallery of Modern Art, London
- 2001: Yva - Photographien. 1925 - 1938. Das Verborgene Museum, Berlin

## Würdigung

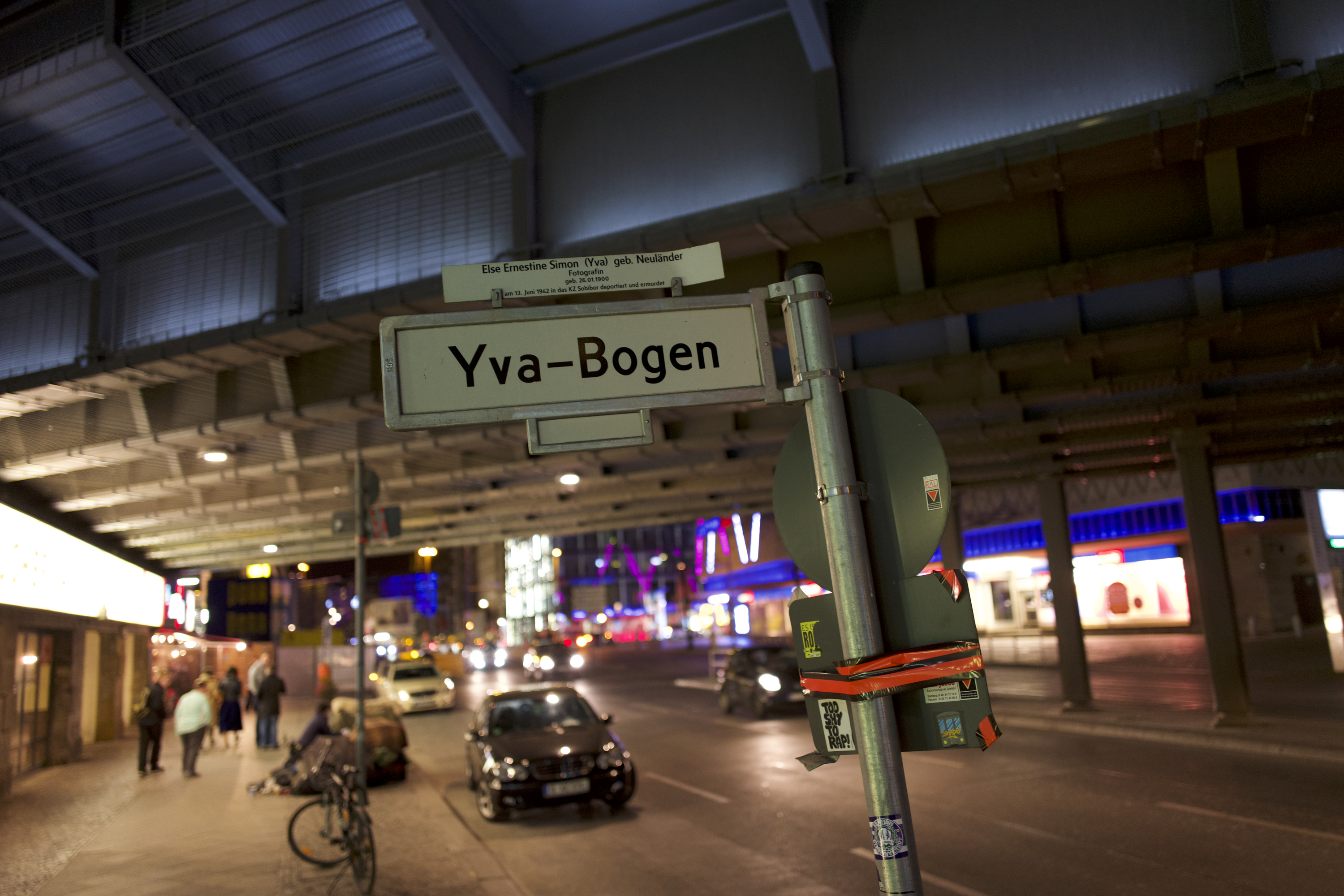
Straßenschild nahe Bahnhof Zoo

In Berlin ist nach ihr die Straße Yva-Bogen nahe dem Bahnhof Zoo benannt.